# Schrampe
Schrampe este o comună din landul Saxonia-Anhalt, Germania.